# Escut de Dinamarca
L'escut de Dinamarca és d'or, sembrat de nou fulles de nenúfar de gules, amb tres lleons passants d'atzur, coronats a l'antiga i armats d'or, lampassats de gules. Va timbrat amb la corona reial, basada en la de Cristià V. Aquestes són les anomenades armes nacionals o d'Estat, en contraposició a les armes reials, més completes.
Les armes nacionals ja es troben documentades en un segell del rei Canut VI, cap al 1194. Pel que fa als esmalts, la documentació més antiga data de 1270. Històricament, els lleons miraven de cara i el nombre de fulles de nenúfar no era regular i n'hi podia haver moltes més. La versió actual és la de 1819, de l'època de Frederic VI, quan es va fixar el nombre de fulles i es va decidir que els lleons miressin de perfil, segons els estàndards heràldics.
És molt semblant a l'escut d'Estònia, ja que aquest estat bàltic estigué sota govern danès entre els segles xiii i xiv. La diferència és que a les armes estonianes els lleons miren de cara (en aquest sentit, heràldicament, es tracta de lleopards), com antigament a Dinamarca, i no hi ha les fulles de nenúfar. Són també similars a les armes del rei anglès Ricard Cor de Lleó i a les de l'estat alemany de Baden-Württemberg, i han estat la inspiració de les del ducat de Slesvig.

## Armes reials

Escut amb les armes reials actuals de Dinamarca

Les armes del monarca danès són quarterades amb una creu d'argent perfilada de gules, en record de la creu que figura a la bandera, la Danebrog. Al primer i al quart quarters, les armes de Dinamarca. Al segon, d'or, dos lleons passants d'atzur, armats d'or i lampassats de gules (per Slesvig, antic ducat avui repartit entre Dinamarca i Alemanya). Al tercer, d'atzur, truncat i semipartit: al cap, tres corones reials obertes malordenades d'or (per l'extinta Unió de Kalmar i que coincideix amb l'escut de Suècia, ja que Dinamarca en un principi reclamava la corona sueca); a la destra, un moltó passant d'argent acornat i ungulat d'or (per les illes Fèroe); a la sinistra, un os polar rampant d'argent (per Groenlàndia). Sobre el tot, un escussó d'or amb dues faixes de gules, per la Casa d'Oldenburg, dinastia regnant des del segle XV fins al 1863, en què fou substituïda per la de Glücksburg, que manté les mateixes armories.

Armes reials daneses usades entre 1948 i 1972

L'escut està envoltat pels collars dels ordes de Dannebrog i de l'Elefant, dels quals és Gran Mestre el monarca danès. Sostenint l'escut, dos salvatges al natural sobre un pedestal que simbolitzen la força del monarca. Tot plegat, col·locat damunt un mantell de porpra folrat d'ermini i embellit d'or i timbrat amb la corona reial danesa.
Foren dissenyades el 1819 i adoptades com a armes dinàstiques el 1959. La versió actual, establerta per reial decret el 5 de juliol de 1972, al començament del regnat de Margarida II, és molt més senzilla que l'anterior, que contenia set subescuts addicionals en representació de cinc territoris prèviament governats pels danesos (a l'escussó central: Holstein, Stormarn, Dithmarschen, Lauenburg i Delmenhorst) i dos títols medievals (al quart quarter: rei dels gots i dels vendes). Fins al 1948 s'hi havien representat també les armes d'Islàndia.